# 램테크놀러지
램테크놀러지 주식회사(영어: RAM Technology)는 대한민국의 반도체 공정용 화학소재 기업이다.

## 행정 소송
2019년 석문국가산업단지 불산공장 입주를 위해 사업계획서 및 입주신청서를 제출하여 입주적격 통지를 받아 산업단지 내 부지 분양계약을 맺은 뒤 입주계약을 체결하였지만, 2021년 당진시로부터 주민들의 반대와 안전성 입증 등의 이유로 건축허가 불허 통보를 받자 시를 상대로 행정소송을 제기했다. 2023년 1심에서 원고 승소 판결을 받았으나 항소심에서 건축허가 불허 처분을 받았고 현재 대법원 상고한 상태이다

## 같이 보기
- 불화수소

### 내용주
1. ↑  공모가 3,900원에 상장